# Батенька, да вы трансформер
«Батенька, да вы трансформер» — российское независимое общественно-публицистическое интернет-издание, называющее себя «самиздатом». Было основано Егором Мостовщиковым и Антоном Ярошем в июле 2014 года. Главный редактор в 2017—2019 годах — Григорий Туманов, с октября по декабрь 2019 года — Ольга Осипова, с января 2020 года — Егор Мостовщиков. С 2017 по 2020 год входило в медиаартель «Мамихлапинатана».
«Батенька» — это мультимедийный проект со своим веб-сайтом и онлайн-радио, распространяющий оригинальный контент в социальных сетях и мессенджерах. Проект не имел лицензии СМИ, выдаваемой Роскомнадзором.
Для «Батеньки» писали такие российские журналисты, как Даниил Туровский (Meduza), Григорий Туманов (КоммерсантЪ), Илья Рождественский (РБК), Максим Мартемьянов (Открытая Россия), Олег Кашин, Илья Шепелин. Сайт публиковал репортажи и длинные очерки, портретные зарисовки, памфлеты, воспоминания, эссе, аналитические и публицистические материалы.
В ноябре 2021 года Мостовщиков объявил о закрытии издания.

## История создания
О том, что собой представлял сайт в самом начале, вспоминает Ксения Бабич, ведущая рубрики «Филиалы Ада»:

В первый раз я услышала о «Батеньке» от Оли Осиповой: она мне рассказала про совершенно безумный проект, который будут делать её друзья. И там можно будет ВСЁ! Писать про самые дикие вещи в мире, изучать Постапокалипсис, напоминать о том, что вокруг полно разного сумасшествия. Ведь кругом происходит чёрт знает что, а люди пока про это всё не в курсе, и думают, что всё это абсолютно нормально.

Егор Мостовщиков о запуске сайта:

<…> летом 2014 года, ваш любимый самиздат официально запустился. Концепция, основная идея и черты самиздата не появились сразу же — это был долгий процесс, большой пазл, к сборке которого приложили руку очень много людей. Логотип я нарисовал в сентябре 2008 года. Одна из главных неудачных попыток (их было штук шесть) запустить самиздат пришлась на декабрь 2012, когда все ждали Конец света по календарю майя, а мы так и не выпустили печатный номер. Да и сам самиздат, на самом деле, изначально задумывался как бумажный, а сайт был таким сборником идиотских придумок нашей банды. Но «Батенька» — это монструозное строение, которое может принимать любую форму, и поэтому работа над бумагой нам ещё грозит.

По словам Мостовщикова, весь бюджет сайта на начальном этапе составлял 50 долларов, которые ушли на премиум-тему для WordPress.
Агентство JetStyle создало для сайта особый дизайн, ключевой частью которого стал специальный шрифт — «Theodore Glagolev Display»: «„Батенька“ заговорил на изысканном аристократическом языке с примесью сумасшествия». Каждый пятый символ в заголовке использует альтернативное написание.
В ноябре 2021 года Егор Мостовщиков опубликовал сообщение о закрытии издания. По его словам, издание переживало финансовые трудности и политическое давление, но решающим поводом к закрытию стало не это, а желание самих владельцев издания закончить работу над ним и «похоронить, чтобы дать место чему-то новому». До 31 декабря сайт продолжал публикации, а затем перестал обновляться.

## Концепция издания
«Батенька, да вы трансформер» позиционирует себя не как СМИ, а как самиздат, объединивший людей различных профессий, «которые находят своё призвание в честном искреннем исследовании окружающего нас мира».
В основе издания лежит своя философия: «Батенька» называет себя «Орденом имени Теодора Глаголева». Их «объединяют не выгода и зарплата, а общие идеалы и цели». Последователи «Ордена» верят, что апокалипсис уже наступил, просто люди этого не заметили. Своей миссией «Орден имени Теодора Глаголева» считает «беспристрастно исследовать окружающий мир и его трансформации в поисках свидетельств наступившего Конца света».
На логотипе «Батеньки» изображен вымышленный персонаж Теодор Глаголев, который, по легенде, придуманной создателями сайта, был русским путешественником, исследователем и апокалиптологом, родившимся в 1871 году в Париже. Его миссией было изучение людей и мира, существующих в условиях Постапокалипсиса: «Теодор верил, что человечество совершенно напрасно ждёт Конца света, ибо понимал — Конец света настал давно, просто никто не обратил на это внимания». По этой логике задача сайта — «дать людям новый язык для осмысления нового положения вещей».
На практике это самоопределение раскрывается за счет сознательного ухода авторов от заданных стандартов журналистской индустрии: жесткой привязки к инфоповоду, соблюдения жанровых канонов, использования публицистической лексики. Инфоповод заменяется личным исследовательским интересом автора. В рамках одного материала могут быть обнаружены структурные элементы как научно-популярной статьи, так и репортажа с включенным наблюдением. Язык материалов не ориентирован на усредненную аудиторию, а скорее определяется материалом и темой, может содержать специальную лексику, терминологию, сниженную лексику, жаргон субкультурных групп. По задумке редакции, такая свобода от стандартов и штампов журналистики и есть философия издания.

## Название
О том, как появилось название издания, на The Question рассказал Егор Мостовщиков:

Произошло это в 2007 году. Я тогда после первого курса на журфаке МГУ поехал проходить практику в Киев, практиковался в журнале «Эксперт Украина». <…> И как-то мы сидели с моим товарищем Ромой Пономаревым и прикидывали, какие необычные медиа — газеты, журналы, сайты — мы бы могли придумать. Просто воображали очень странные названия и концепции. Тогда мы много слушали исландскую группу Sigur Rós, и в какой-то момент Рома сказал, что он хочет сделать журнал, на обложке которого будут изображены мальчики в женских платьях, прыгающие через скакалку. Я сказал, что этот журнал, конечно же, должен называться «Батенька, да вы трансформер» — то есть это название просто пришло мне в голову.
Год назад я напомнил Роме эту историю и спросил, помнил ли он, что именно во время разговора с ним появилось это название. Он, конечно, этого не помнит: для него это был абсолютно проходной и непримечательный момент. Мало ли сколько шуток люди шутят! А у меня это название почему-то очень засело в голове, и вот следующие семь лет, до запуска проекта летом 2014 года, оно было для меня как заноза. Поэтому вокруг названия выстраивалась вся концепция самиздата.
Кстати, тогда же, в Киеве, я нашел в газете «Нива» XIX века, которую купил на Андреевском спуске, рекламу средства для роста волос «Перуин-Пето», где как раз был изображен Теодор Глаголев. Сейчас это логотип самиздата. То есть все это очень долго собиралось воедино именно вокруг названия, а оно очень запоминающееся: у меня не получилось его забыть, и других не получится. Вот такая история.

## Разделы и рубрики
Сайт имеет следующие разделы, ссылки на которые вынесены в шапку:
- Ресурсы (рубрики: Суицид, Еда, Алкоголь & Дурь, Вопросы медицины, Энергия, Вестник неминуемых катастроф, Секс);
- Защита (рубрики: Война, Преступность, Полиция и мир, Дары Апокалипсиса, Судебная среда, Инструкции по выживанию, Оружие, Терроризм);
- Сплочение (рубрики: Внутри секты, Филиалы ада, Семья, Партия, Религия, Антропология туризма),
- Преклонение (рубрики: Диктатор недели, Наука делать правильно, Мускулы мира, 1984, Бизнес Постапокалипсиса, Природа и сущность);
- Познание (рубрики: Поле, Наука, Слова, Вещи);
- Эстетика (рубрики: Аудиошок, Артишок, Киношок, Чтение);
- Радио «Глаголев FM».

Одной их первых на сайте считается рубрика «Та самая история», где читатели делятся своими необычными историями, которые потом публикуются. Через эту рубрику многие нынешние авторы «Батеньки» стали на постоянной основе работать на сайте.

## Резонансные публикации и конфликты с властями
В 2015 году сайт «Батенька, да вы трансформер» заблокировали после публикации теста «Помогите Яровой найти наркотики», в котором читателям предложили на глаз отличить различные субстанции от наркотиков. Тест был посвящен законопроекту депутата Государственной думы Ирины Яровой об уголовной ответственности за пропаганду наркотиков.
В сентябре 2017 года Роскомнадзор потребовал от сайта «Батенька, да вы трансформер» удалить статью «Каково быть наркоторговцем» о студенте, который делает закладки — тайники с наркотиками, которые можно купить через интернет. Главный редактор Григорий Туманов написал в Telegram-канале издания, что издание не согласно с претензиями Роскомнадзора, и решение будет обжаловано в суде.
В декабре 2018 года по требованию Роскомнадзора с сайта «Батеньки» была удалена статья «Героин — собственность модели» о девушке, которая 10 лет употребляет героин и не скрывает этого. Решение по блокировке статьи было принято, так как она «содержит сведения, которые направлены на формирование положительного образа лиц, потребляющих наркотики». Роскомнадзор также рассматривал вопрос о блокировке всего сайта. Егор Мостовщиков отметил, что перед публикацией редакция проконсультировалась с юристами — и те не нашли в тексте пропаганды наркотиков. «О теме героина нужно говорить, и это непростая задача. Она может вызвать острую и негативную реакцию, но это не значит, что ее нельзя поднимать», — сказал Мостовщиков. В январе 2019 года героиня статьи была задержана по делу о незаконном хранении наркотиков. В июле 2019 года ее выпустили из СИЗО под подписку о невыезде.
В августе 2019 года издание «Батенька, да вы трансформер» по требованию Роскомнадзора удалило сатирический материал под названием «Идеальный текст о смерти в результате самоубийства». Автор материала Петр Маняхин, следуя рекомендациям Роскомнадзора по освещению случаев суицида в СМИ, создал «идеальный шаблон новости о самоубийстве». Статью заблокировали, так как в ней содержалась «информация о способах совершения самоубийства, а также призывы к его совершению».

## Отзывы о сайте
Исследователи новых медиа склонны относить такое издание, как «Батенька, да вы трансформер» к особому типу медиа, который имеет следующие характеристики:
- отсутствие регистрации в качестве СМИ;
- сознательное отмежевание от внешних форм журналистики как индустрии при соблюдении ее организационных форм;
- использование принципа глокализации при формировании контента;
- создание собственных концептов, мифологем или целостной мифологии для интерактивного взаимодействия с аудиторией;
- изобретение «собственного» языка;
- намеренное разрушение профессиональных штампов на всех уровнях вербального текста.

Имея все эти характеристики, «Батенька» стал частью процесса распада массового потребления в сфере медиаиндустрии, о котором говорил Элвин Тоффлер. По мысли футуролога, человек эпохи «третьей волны» формируется под воздействием калейдоскопа образов, которые он должен очень быстро обрабатывать, архивировать, складывать в иерархию знаний, чтобы соответствовать современной ему реальности, действовать адекватно ее запросам. Своеобразной защитной реакцией на процесс распыления образов реальности стала «демассификация масс-медиа», под которой Тоффлер понимал потерю крупными печатными СМИ своей аудитории из-за роста числа малотиражных периодических изданий, «так называемых „газет для потребителей“, служащих не для столичного потребительского рынка, а округе и общинам внутри него, и дающих более узкую рекламу и новости».
Бывший шеф-редактор «Батеньки» Ольга Бешлей заявила в Facebook, что статья — пример «плохой журналистики», что она лишь рассказывает историю «красивой женщины, которая много лет сидит на героине», но не исследует тему героиновой зависимости.

Автор <…> не проверила всё, что говорит эта женщина, со слов которой выходит, что на героине можно сидеть чуть ли не без вреда для здоровья, важно только вовремя закинуться витаминами. <…> Мне жаль, что такая история была опубликована в издании, которое я люблю и которому отдала некоторое количество сил. Мне жаль, что текст пропустили редакторы.
— Ольга Бешлей
Вокруг текста в соцсетях было много споров. Правозащитница Анна Саранг также написала пост, в котором поддержала героиню материала, но выразила претензии к самой статье из-за «экзотизации» женщин, употребляющих наркотики.

## Награды
Журналисты издания 5 раз получали журналистскую премию «Редколлегия» за свои статьи.